# Mokoswane
Mokoswane is een dorp in het district Central in Botswana. De plaats telt 556 inwoners (2011).